# Fejes András (labdarúgó)
Fejes András (Székesfehérvár, 1988. augusztus 26. –) magyar labdarúgó. Posztját tekintve hátvéd, a Győri ETO játékosa.

## Pályafutása
Fejes András a Videotonban kezdte pályafutását, 2003 és 2007 közt a klub utánpótlás akadémiáján nevelkedett. Itt mutatkozott be a magyar élvonalban, a 2007–2008-as szezonban, miközben kölcsönben megfordult a Felcsút és a BFC Siófok csapataiban. 2013 nyarán két évvel meghosszabbította szerződését a fehérvári klubbal, majd egy évre az MTK-hoz került, ugyancsak kölcsönbe.
22 bajnokin egy gólt szerzett a fővárosi csapatban a 2013–2014-es szezonban, de egy combközelítő izom sérülés miatt több mérkőzést is ki kellett hagynia. 2016 májusában két évvel meghosszabbította szerződését a Videotonnal.
2018 januárjában közös megegyezéssel szerződést bontott nevelőegyesületével. A Videotonnal bajnoki címet nyert, nyolc alkalommal lépett pályára a 2014–2015-ös szezonban. A 2015–2016-os és a 2016–2017-es bajnokságban ezüstérmet szerzett a csapattal, igaz mindössze 15 alkalommal kapott lehetőséget a két idény során összesen. Pályára lépett a Bajnokok Ligája és az Európa-liga selejtezőjében is, összesen 66 tétmérkőzésen viselte a Videoton mezét.
2018. január 24-én a Paksi FC csapatához szerződött. Összesen 46 bajnokin szerepelt a tolnai csapatban. 2020 februárjában a másodosztályú Győri ETO játékosa lett.

## Statisztika
| Klub            | Szezon         | Bajnokság     | Bajnokság | Országos kupa | Országos kupa | Ligakupa      | Ligakupa | Nemzetközi kupa | Nemzetközi kupa | Összesen      | Összesen |
| Klub            | Szezon         | Pályára lépés | Gól       | Pályára lépés | Gól           | Pályára lépés | Gól      | Pályára lépés   | Gól             | Pályára lépés | Gól      |
| --------------- | -------------- | ------------- | --------- | ------------- | ------------- | ------------- | -------- | --------------- | --------------- | ------------- | -------- |
| Felcsút         | 2008–09        | 23            | 1         | 2             | 1             | –             | –        | –               | –               | 25            | 2        |
| Felcsút         | Összesen       | 23            | 1         | 2             | 1             | –             | –        | –               | –               | 25            | 2        |
| Puskás Akadémia | 2009–10        | 24            | 0         | 2             | 0             | –             | –        | –               | –               | 26            | 0        |
| Puskás Akadémia | 2010–11        | 28            | 3         | 1             | 0             | –             | –        | –               | –               | 29            | 3        |
| Puskás Akadémia | Összesen       | 52            | 3         | 3             | 0             | –             | –        | –               | –               | 55            | 3        |
| Siófok          | 2011–12        | 22            | 0         | 0             | 0             | 4             | 1        | –               | –               | 26            | 1        |
| Siófok          | 2012–13        | 20            | 0         | 3             | 0             | 4             | 0        | –               | –               | 27            | 0        |
| Siófok          | Összesen       | 42            | 0         | 3             | 0             | 8             | 1        | –               | –               | 53            | 1        |
| MTK             | 2013–14        | 22            | 1         | 5             | 0             | 2             | 0        | –               | –               | 29            | 0        |
| MTK             | Összesen       | 22            | 1         | 5             | 0             | 2             | 0        | –               | –               | 29            | 0        |
| Videoton        | 2007–08        | 1             | 0         | 0             | 0             | 7             | 0        | 0               | 0               | 8             | 0        |
| Videoton        | 2009–10        | 0             | 0         | 0             | 0             | 8             | 0        | 0               | 0               | 8             | 0        |
| Videoton        | 2013–14        | 0             | 0         | 0             | 0             | 0             | 0        | 1               | 0               | 1             | 0        |
| Videoton        | 2014–15        | 8             | 0         | 5             | 1             | 9             | 0        | 0               | 0               | 22            | 1        |
| Videoton        | 2015–16        | 11            | 0         | 1             | 0             | –             | –        | 6               | 0               | 18            | 0        |
| Videoton        | 2016–17        | 4             | 0         | 2             | 0             | –             | –        | 2               | 0               | 8             | 0        |
| Videoton        | 2017–18        | 11            | 0         | 1             | –             | –             | 11       | 0               | 6               | 1             |          |
| Videoton        | Összesen       | 35            | 1         | 8             | 2             | 24            | 0        | 12              | 0               | 61            | 2        |
| Karrier összes  | Karrier összes | 166           | 6         | 21            | 2             | 34            | 1        | 12              | 0               | 223           | 8        |